# Азнавур (футбольный клуб)
Футбольный клуб «Азнаву́р» (арм. Ֆուտբոլային Ակումբ „Ազնավուր“ Նոյեմբերյան) — армянский футбольный клуб из города Ноемберян, основанный в 1981 году.

## Прежние названия
- 1981 — 1992: «Паацоягорц»[a]
- 1992 — 1996: «Азнавур»

1. ↑  Также встречалось обозначение «Консервщик»[1] (арм. Պահածոյագործ).

## История
Клуб участвовал в самом первом армянском футбольном чемпионате, где занял место в зоне вылета. Последовало понижение в классе. Сезон 1993 года был Азнавур провёл в  первой лиге, закончив его на второй позиции в таблице. Следующий сезон команда должна была продолжить выступление в первой лиге, но из-за отказавшегося от участий в чемпионате «Импульса» (Дилижан), в состав участников высшей лиги сезона 1994 года был включен «Азнавур». Три сезона клуб провёл в элите армянского футбола, после чего опустился в первую лигу, где провёл один сезон и расформировался в 1997 году.

## Достижения

### Национальные чемпионаты
Серебряный призёр Первой лиги (1)1993
Бронзовый призёр Первой лиги (1)1996/97

## Главные тренеры клуба
- В.Г. Арутюнян (1990)[2]
- М. Агабабян (1991)[3]
- Вреж Абовян (1992)
- Вагаршак Асланян (1994)
- Вреж Абовян (1995 — 1996)